# Carte culturelle du monde d'Inglehart–Welzel

Carte culturelle du monde d'Inglehart–Welzel, version 2004.

La carte culturelle du monde d'Inglehart–Welzel est une représentation plane constituée à la fois d'un repère cartésien, de zones colorées contiguës et d'un nuage de points. Le repère cartésien comprend deux axes : valeurs traditionnelles vs valeurs séculières selon l'axe vertical et valeurs de survie vs valeurs d'expression de soi selon l'axe horizontal, chaque zone colorée représente un ensemble de valeurs culturelles proches et chaque point représente un pays. 
Elle a été créée par les politologues Ronald Inglehart et Christian Welzel, qui se sont appuyés sur le World Values Survey et l’European Values Survey, dans le but de regrouper des pays selon des valeurs culturelles proches. 

## Pertinence
Selon Inglehart et Welzel : « Ces deux dimensions expliquent plus de 70 pour cent des variations inter-nations dans une analyse de facteurs de dix indicateurs ; chacune de ces dimensions est fortement corrélée avec les scores d'autres orientations d'importance »,.
Les deux auteurs indiquent que le statut socio-économique n'est pas le seul facteur qui influe sur la position d'un pays sur cette carte ; ses héritages religieux et culturel constituent aussi des facteurs importants.

### Citations originales
1. ↑  (en) « These two dimensions explain more than 70 percent of the cross-national variance in a factor analysis of ten indicators—and each of these dimensions is strongly correlated with scores of other important orientations »